# هلالة (بني مطر)

تعديل مصدري - تعديل

هلالة هي إحدى قرى عزلة بني قيس بمديرية بني مطر التابعة لمحافظة صنعاء، بلغ تعداد سكانها 491 نسمة حسب تعداد اليمن لعام 2004.